# Monasterio de San Pedro de Eslonza
El monasterio de San Pedro de Eslonza fue un antiguo cenobio benedictino sito en las cercanías de Santa Olaja de Eslonza (al otro lado del río de Eslonza que lo separa del pueblo), en la provincia de León (Castilla y León, España). Reducido hoy a una completa ruina, fue en su momento el segundo monasterio más importante de la provincia, después del de San Benito de Sahagún. En sus cercanías se localizan otros tres notables monasterios: San Miguel de Escalada, Santa María de Gradefes y Santa María de Sandoval.

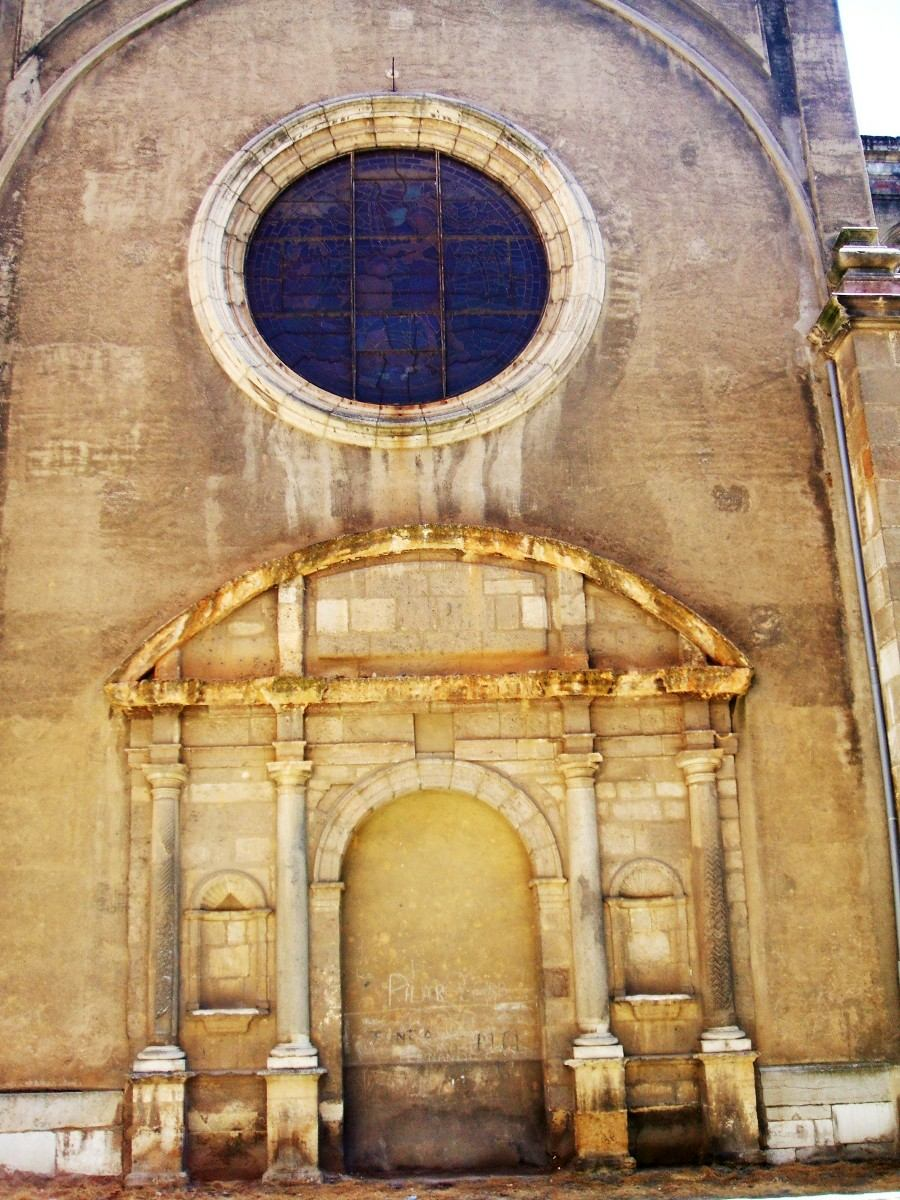
Antigua portada renacentista, hoy en la Iglesia de San Juan y San Pedro de Renueva, en León

Perteneció al alfoz de León, término concejil de Santa Olaja de Eslonza, en el municipio de Gradefes, a 22 kilómetros de la ciudad de León, entre los ríos Esla y Porma.

## Historia
Fue fundado en el año 912 por el rey García I de León bajo la advocación de Santa Eulalia y de los santos Pedro y Pablo y destruido por Almanzor en 988. Más tarde fue reedificado por la infanta Urraca de Zamora, hija de Fernando I de León, en el año 1099. Urraca, daría al monasterio de Eslonza numerosas donaciones. Sancha Raimúndez lo vinculó a Cluny. 

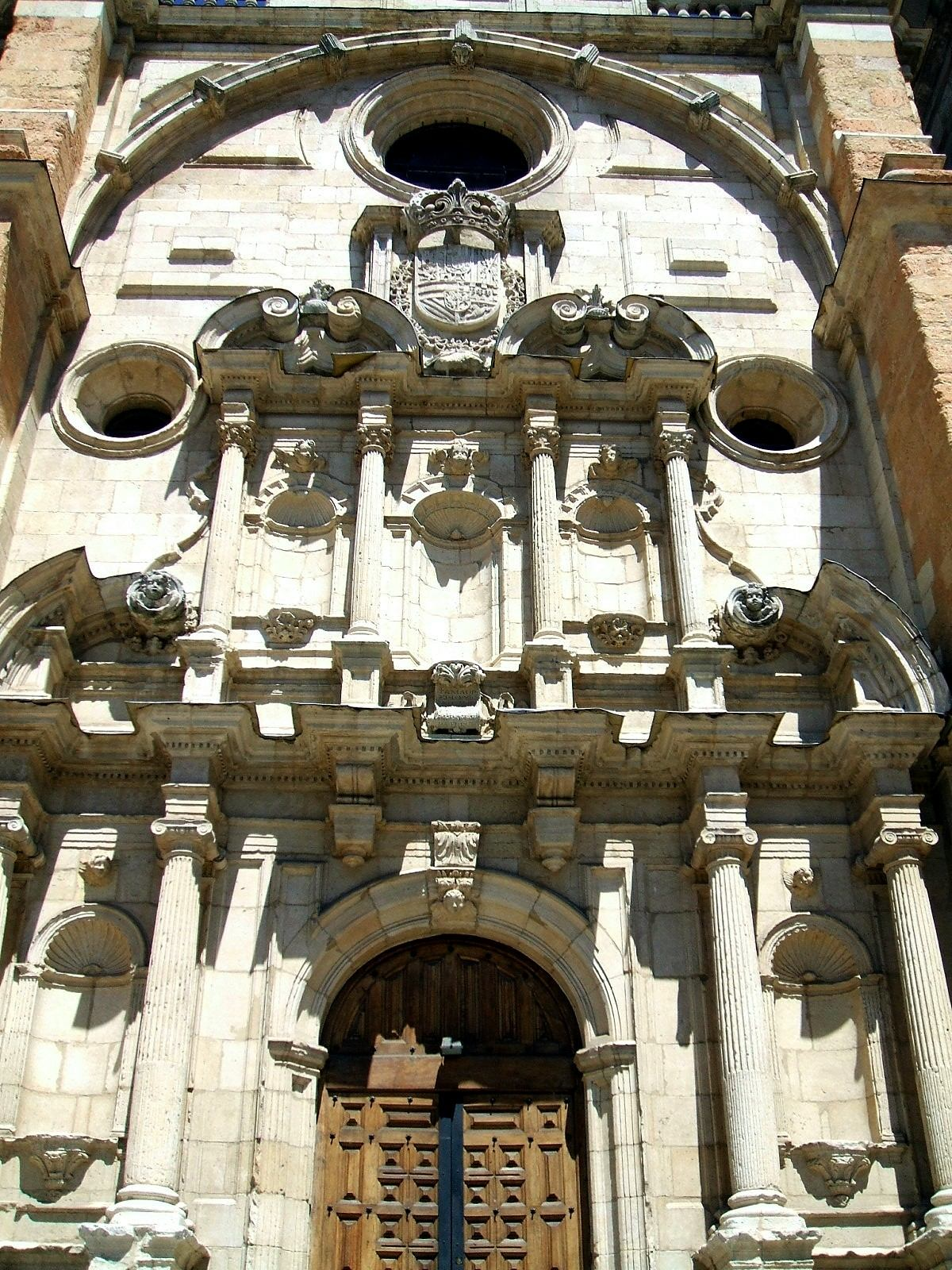
Portada barroca (1711), hoy en la fachada de la Iglesia de San Juan y San Pedro de Renueva, en León.

La vida del cenobio transcurrió sin mayores contratiempos. En el siglo XVI, a partir de 1547, se emprendió una reforma del edificio monacal, al hallarse en ruinoso estado. La nueva fábrica dotó al convento de tres portadas renacentistas y un amplio claustro, participando en la construcción Juan de Badajoz y fray Pedro Martínez, monje del burgalés monasterio de San Pedro de Cardeña. La gran fachada principal se levantó en estilo barroco. Albergaba en sus hornacinas inferiores imágenes de San Adrián y Santa Natalia, y en las superiores de San Bernardo y San Benito en torno a una imagen de San Pedro portando libro y llaves celestiales. Salvo esta última (hoy en la torre de la iglesia de Villanueva del Condado, «condenada» a mirar de forma permanente el tejado de la propia iglesia) todas las imágenes están desaparecidas y las hornacinas de la fachada vacías. Durarían estas obras hasta el siglo XVIII.
Cabe citar la presencia en el monasterio de dos de los ilustrados españoles más famosos, Gaspar Melchor de Jovellanos y el padre Benito Jerónimo Feijoo. Jovellanos ejercería durante algún tiempo cargo de pasante en San Pedro de Eslonza.
La desamortización de Mendizábal del año 1836 asestó un duro golpe a la vida del monasterio de Eslonza. Vendido en pública subasta por 40 000 reales, fue pasando de mano en mano y vendido pieza a pieza, sufriendo saqueos constantes y la pérdida de su patrimonio artístico. Esta aniquiladora ruina no se vio afectada por la declaración en 1931 como Monumento Histórico-Artístico Nacional.
El Ministerio de Cultura de España sigue considerando los escasos vestigios monacales in situ Bien de Interés Cultural (BIC) con categoría de Monumento. La última página de la historia de este cenobio leonés es la cesión de los restos que aún se conservan por parte de sus propietarios, los herederos de la familia asturiana Álvarez-Estrada, al Ayuntamiento de Gradefes, quién con la aportación de diversas instituciones ha procedido a su vallado y colocación de un cartel explicativo, en una fase posterior es intención del Ayuntamiento acometer la musealización de sus restos para hacerlos visitables y la realización de un estudio de la planometría del templo y otro de su historia. Todos estos datos, junto a las fotografías antiguas del edificio, cedidas por la familia, y algunos de los objetos de culto que se logren recuperar, ya que muchos de ellos están desperdigados por muchos pueblos de la zona, se recopilarían en un centro de interpretación.

## Notificaciones y patrimonio disperso
Muchas piezas e incluso retablos y portadas enteras sufrieron de  expoliación, robo y barbarie. Lo mejor que les pudo ocurrir fue el traslado: parte de su patrimonio fue en alguna medida disperso.
El abad de Eslonza era abad de la iglesia de Santa Eugenia de Palazuelo de Boñar en los meses ordinarios, (aquella parte del año litúrgico que comprende las semanas del año que no son del Adviento, Navidad, Cuaresma ni Pascua.)
La Vega de Boñar se encuentra a 1 km de Boñar a cuyo municipio pertenece. Las primeras referencias sobre este lugar aparecen en la segunda mitad del siglo XI. En el siglo XII se puede encontrar una importante referencia sobre el lugar en tres donaciones llevadas a cabo al monasterio de Eslonza en los años 1179, 1181 y 1201.
Rueda del Almirante está a 30 km al sureste de León, en la ribera del río Esla. En su iglesia de la Asunción se destaca en los capiteles una decoración escultórica especial con hojas angulares rematadas con grandes bolas. Dos de estos capiteles pertenecen a la época de repoblación y proceden del monasterio de Eslonza.
Villarmún en su origen fue una pequeña aldea en el valle de Eslonza y su topónimo aparece en los documentos de principio del siglo X con la variante de Villa Vermude. En uno de esos documentos se notifica la donación hecha por el rey García I, una donación al monasterio de San Pedro de Eslonza distante dos km de la población; su vinculación con dicho monasterio tuvo una duración de dos siglos (XII y XIII). El papa Urbano III confirmó mediante una bula los privilegios y exenciones recibidos.
En el Monasterio de Santa María de Sandoval (Mansilla Mayor), junto a la puerta occidental, hay un capitel corintio cuya hechura recuerda al arte de repoblación del siglo X y se cree que perteneció al edificio antiguo de San Pedro de Eslonza ; es una pieza reaprovechada que se utiliza como pila de agua bendita.
En Valdealcón también conservan un capitel procedente de ese mismo monasterio, también utilizado como pila de agua bendita. Está tallado con hojas que recuerda el acanto griego. Mide 36 cm de alto y una de sus caras es lisa sin tallar porque iría adherida al muro de su procedencia. En Mellanzos hay otro capitel procedente de Eslonza; en este caso sirve como base del púlpito de la iglesia. En Mansilla de las Mulas puede verse un fuste que sirve de guardacantón y está situado en una bocacalle. Es de mármol blanco y está partido en dos. Tiene 26 cm de diámetro y supera los 3 m de altura; está decorado con formas almendradas y lo remata un astrágalo con óvulos de tipo bizantino. También procedente de Eslonza.
Siendo obispo de León Luis Almarcha Hernández, adquirió los restos que quedaban que fueron desmontados para formar parte de la iglesia de San Juan y San Pedro de Renueva en construcción en la capital. Las portadas del monasterio de Eslonza y otros elementos fueron integrados en la nueva construcción. La advocación del nuevo templo aunaría la de San Juan por la vieja iglesia parroquial situada en Renueva y de San Pedro por el antiguo cenobio benedictino de Eslonza.
Los objetos de culto se desperdigaron por los pueblos de la zona. Han de resaltarse cuadros de discípulos de Velázquez y mobiliario sacro como retablos, el púlpito, la sillería del coro, etc., además del reloj y las campanas de la torre. El retablo mayor, el reloj, las campanas, el púlpito y el coro se encuentran en el pueblo de Villamañán, donde pueden ser contemplados. También, varias bases de columnas, de piedra labrada, dispuestas en uno de los soportales de la Plaza Mayor del pueblo, y que fueron recientemente sepultadas bajo cemento durante la reforma de aquella antes de ser salvadas gracias a la denuncia interpuesta por un vecino ante la comisión provincial de patrimonio. Una de las basas resultó dañada por un martillo neumático.
Digna de mención es el arca de plata que contiene las reliquias de San Adrián y de su esposa Santa Natalia. Mide 40 centímetros y es de madera forrada por una chapa fuerte de plata cincelada en la que se representan escenas de la vida de los santos mártires. Se encuentra actualmente en el monasterio de Santa María de Carbajal de León.